# Atlas Personal/Saison 2010
Dieser Artikel listet Erfolge und Mannschaft des Radsportteams Atlas Personal in der Saison 2010 auf.

## Erfolge in der UCI Europe Tour
In der Saison 2010 gelangen dem Team nachstehende Erfolge in der UCI Europe Tour.
| Datum    | Rennen                                        | Kat. | Fahrer        |
| -------- | --------------------------------------------- | ---- | ------------- |
| 18. Juni | 4. Etappe Thüringen-Rundfahrt                 | 2.2U | Michael Bär   |
| 19. Juni | 5. Etappe Thüringen-Rundfahrt                 | 2.2U | David Rösch   |
| 24. Juni | Ungarische Meisterschaft – Einzelzeitfahren   | NC   | Péter Kusztor |
| 26. Juni | Schweizer Meisterschaft – Straßenrennen (U23) | NC   | Michael Bär   |
| 27. Juni | Ungarische Meisterschaft – Straßenrennen      | NC   | Péter Kusztor |

## Abgänge-Zugänge
| Zugänge               | Team 2009                              | Abgänge         | Team 2010                    |
| --------------------- | -------------------------------------- | --------------- | ---------------------------- |
| István Cziráki        | Betonexpressz 2000-Limonta             | Nico Schneider  | Continental Team Differdange |
| Nicolas Baldo         | Continental Team Differdange           | Fabien Wolf     | Price-Custom Bikes           |
| Michael Bär           | Nazionale Elettronica New Slot-Hadimec | Rica Cador      | Tecnofilm-Betonexpressz 2000 |
| Guillaume Dessibourg  | Nazionale Elettronica New Slot-Hadimec | Pirmin Lang     | Team Buergi Fidi BC          |
| Martin Hačecký        | Ex-Profi (ASC Dukla Praha 2007)        | Maxime Beney    | Unbekannt                    |
| Vojtěch Hačecký       | Ex-Profi (ASC Dukla Praha 2007)        | Timo Honstein   | Unbekannt                    |
| Raphaël Addy          | Neoprofi                               | Alain Lauener   | Unbekannt                    |
| Peter Erdin           | Neoprofi                               | Dominique Stark | Unbekannt                    |
| Bruno Guggisberg      | Neoprofi                               |                 |                              |
| Sébastien Reichenbach | Neoprofi                               |                 |                              |

## Mannschaft
| Name                  | Geburtstag        | Nationalität |
| --------------------- | ----------------- | ------------ |
| Raphaël Addy          | 16. März 1990     | Schweiz      |
| Michael Bär           | 12. März 1988     | Schweiz      |
| Nicolas Baldo         | 10. Juni 1984     | Frankreich   |
| Marius Bernatonis     | 1. Mai 1987       | Litauen      |
| Guillaume Bourgeois   | 1. Juni 1983      | Schweiz      |
| István Cziráki        | 21. Juni 1986     | Ungarn       |
| Guillaume Dessibourg  | 24. Dezember 1986 | Schweiz      |
| Peter Erdin           | 23. Juli 1990     | Schweiz      |
| Bruno Guggisberg      | 5. Juli 1984      | Schweiz      |
| Martin Hačecký        | 24. Juli 1988     | Tschechien   |
| Vojtěch Hačecký       | 29. März 1987     | Tschechien   |
| Péter Kusztor         | 27. Dezember 1984 | Ungarn       |
| Sébastien Reichenbach | 28. Mai 1989      | Schweiz      |
| Lukas Rohner          | 15. April 1988    | Schweiz      |
| David Rösch           | 5. Dezember 1988  | Deutschland  |
| Florian Salzinger     | 5. Juli 1983      | Deutschland  |
| Frank Scherzinger     | 12. April 1986    | Deutschland  |
| Janick Wisler         | 16. Oktober 1985  | Schweiz      |